# ブジェク公国

ブジェク公国
Księstwo Brzeskie (pl)
Knížectví Břežské (cs)
Herzogtum Brieg (de)

ブジェク公国またはブリーク公国（ポーランド語：Księstwo Brzeskie；チェコ語：Knížectví Břežské；ドイツ語：Herzogtum Brieg）は、シロンスク公国群を構成していた公国の一つ。首都はブジェク。
ブジェク公国は1311年、レグニツァ＝ヴロツワフ公国の分裂に際し、ヘンリク5世の息子の1人ボレスワフ3世によって創設された。1329年、ボレスワフ3世はボヘミア王ヨハン・フォン・ルクセンブルクに臣従し、ボヘミア王冠領の一部となった。ブジェク公国は1419年にレグニツァ公国に再統合されたが、その後再び分立し、1664年にフリスティアンによって2度目の再統合が行われた。1526年にハプスブルク家がボヘミア王国を獲得すると、公国はハプスブルク君主国の影響下に置かれることになった。
1537年、フリデリク2世はブランデンブルク選帝侯ヨアヒム2世ヘクトルと相続に関する協定を結び、シロンスク・ピャスト家の一員であるブジェク公爵家の血筋が途絶えた場合には、ホーエンツォレルン家が公国を相続することを取り決めた。しかし、この約定はハプスブルク家のボヘミア王フェルディナント1世によって無効とされた。

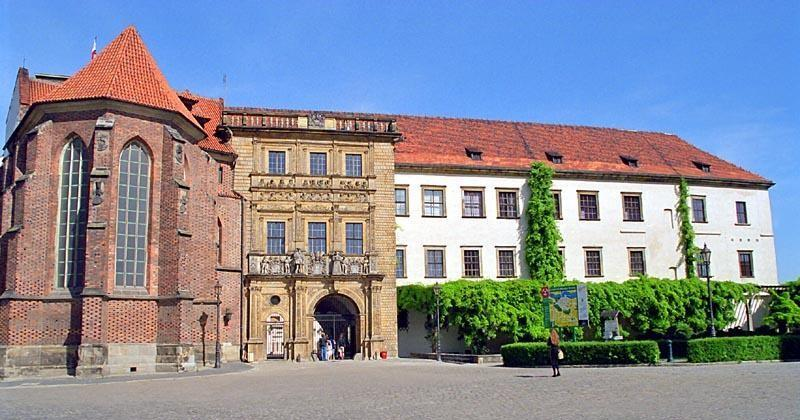
ブジェク城

ブジェクはレグニツァと共にシロンスク最後の独立的な公国となった。ピャスト家最後の公爵であるイェジ・ヴィルヘルムが1675年に死ぬと、公国はボヘミア王の座にあるハプスブルク家の直接支配を受けることになった。一方で、ブランデンブルク＝プロイセンは1537年の協定に基づき、ブジェク公国の支配権を要求していた。しかし、ハプスブルク政府はあくまでこの協定の有効性を認めず、ブランデンブルクがレグニツァ、ブジェクなどの諸公国を併合することを拒み続けた。数十年後、プロイセン王フリードリヒ2世は200年前に先祖が結んだ協定の履行を口実として第1次シュレージエン戦争を引き起こし、オーストリアからシロンスク諸公国の大部分を奪った。